# Erasbach
Erasbach ist ein Gemeindeteil der Stadt Berching im Landkreis Neumarkt in der Oberpfalz in Bayern.

## Lage
Das Kirchdorf liegt auf circa 406 m ü. NHN in der Ebene südlich des Bogens, den der Main-Donau-Kanal von Richtung Berching aus nach Richtung Hilpoltstein macht, nördlich eines Höhenzuges, der mit dem Röschberg bis auf 564 m ü. NHN ansteigt.

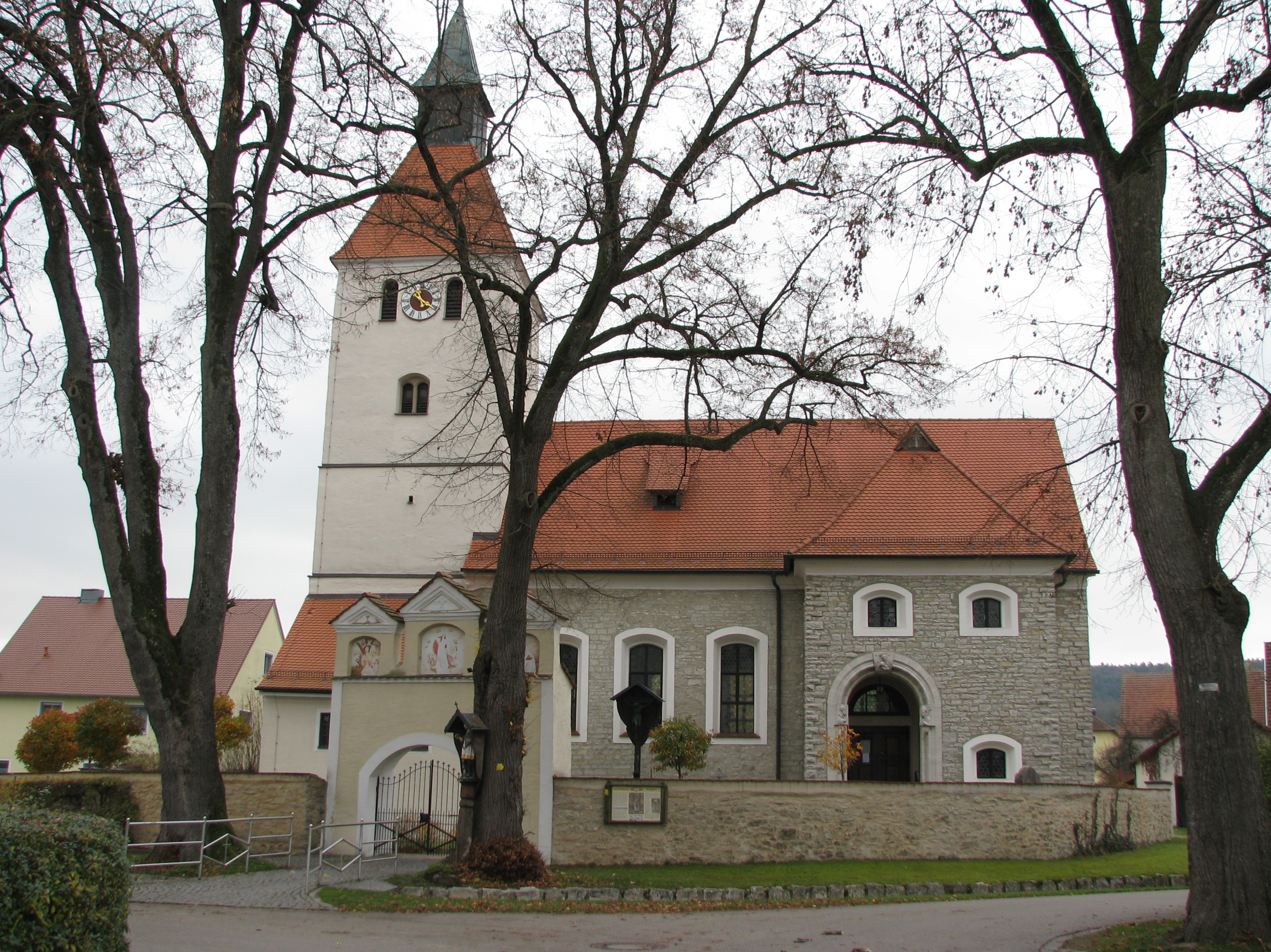
Kath. Filialkirche „Mariä Heimsuchung“ in Erasbach

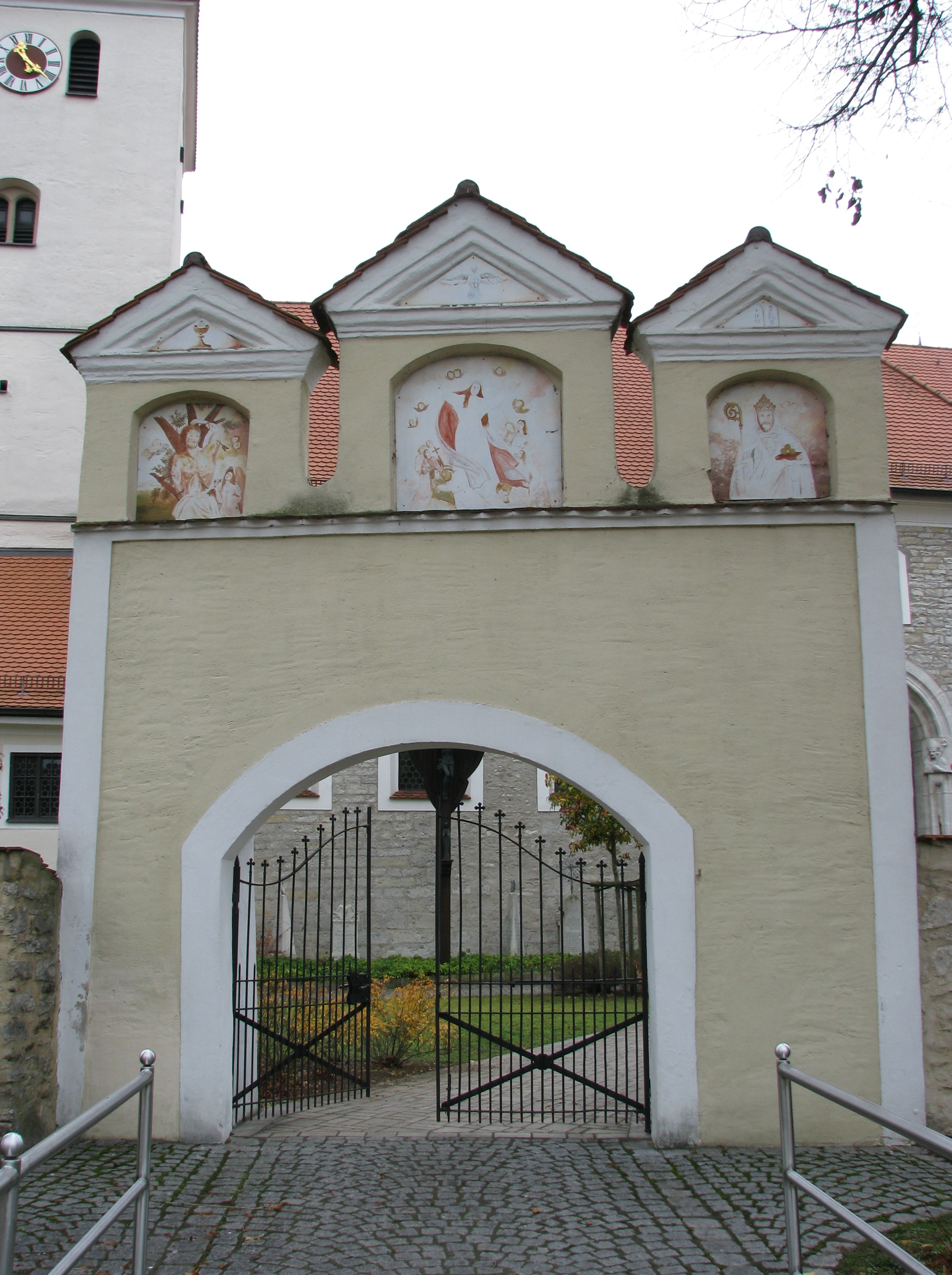
Tor der Friedhofsmauer

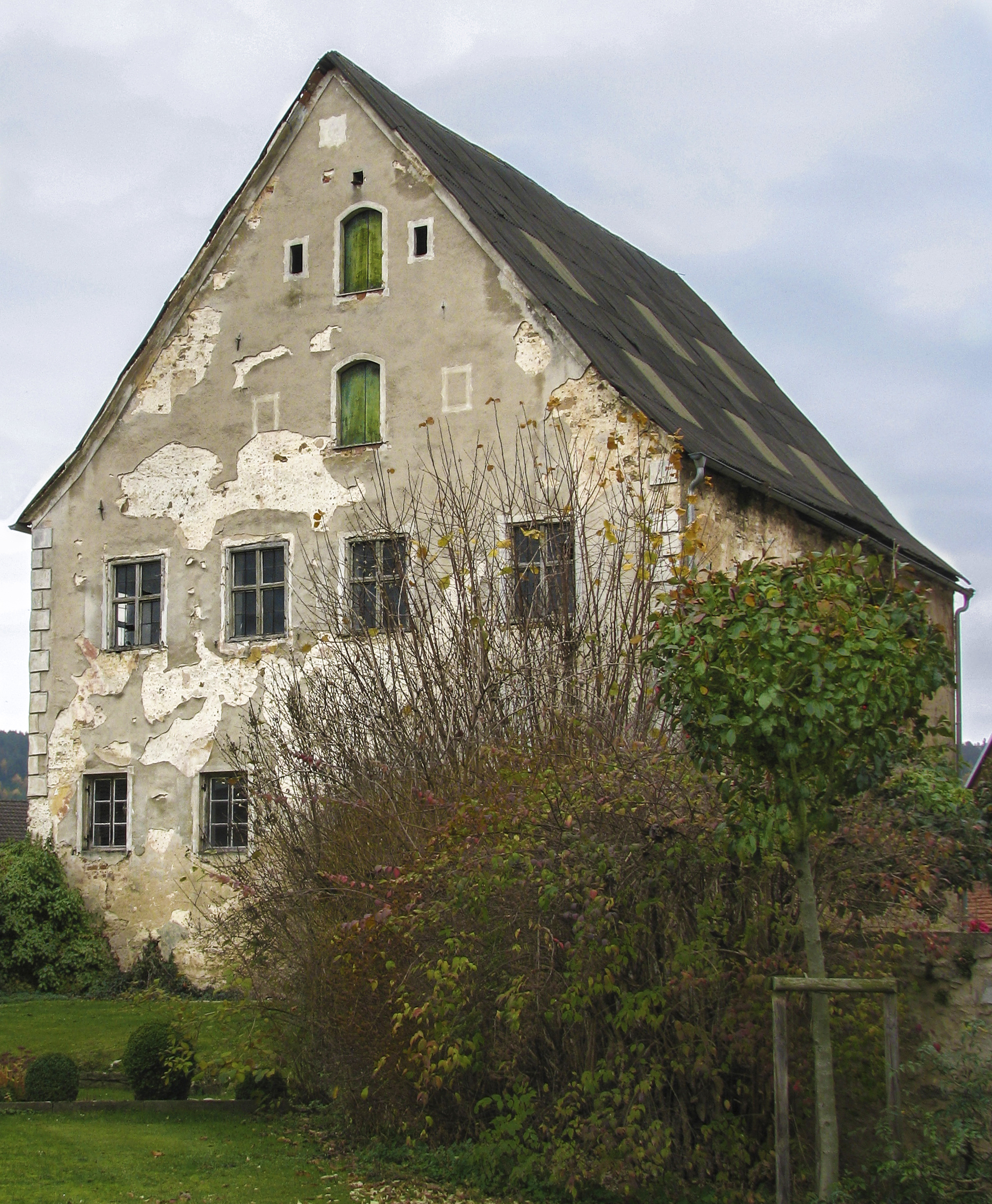
Das ehemalige Landsassengut

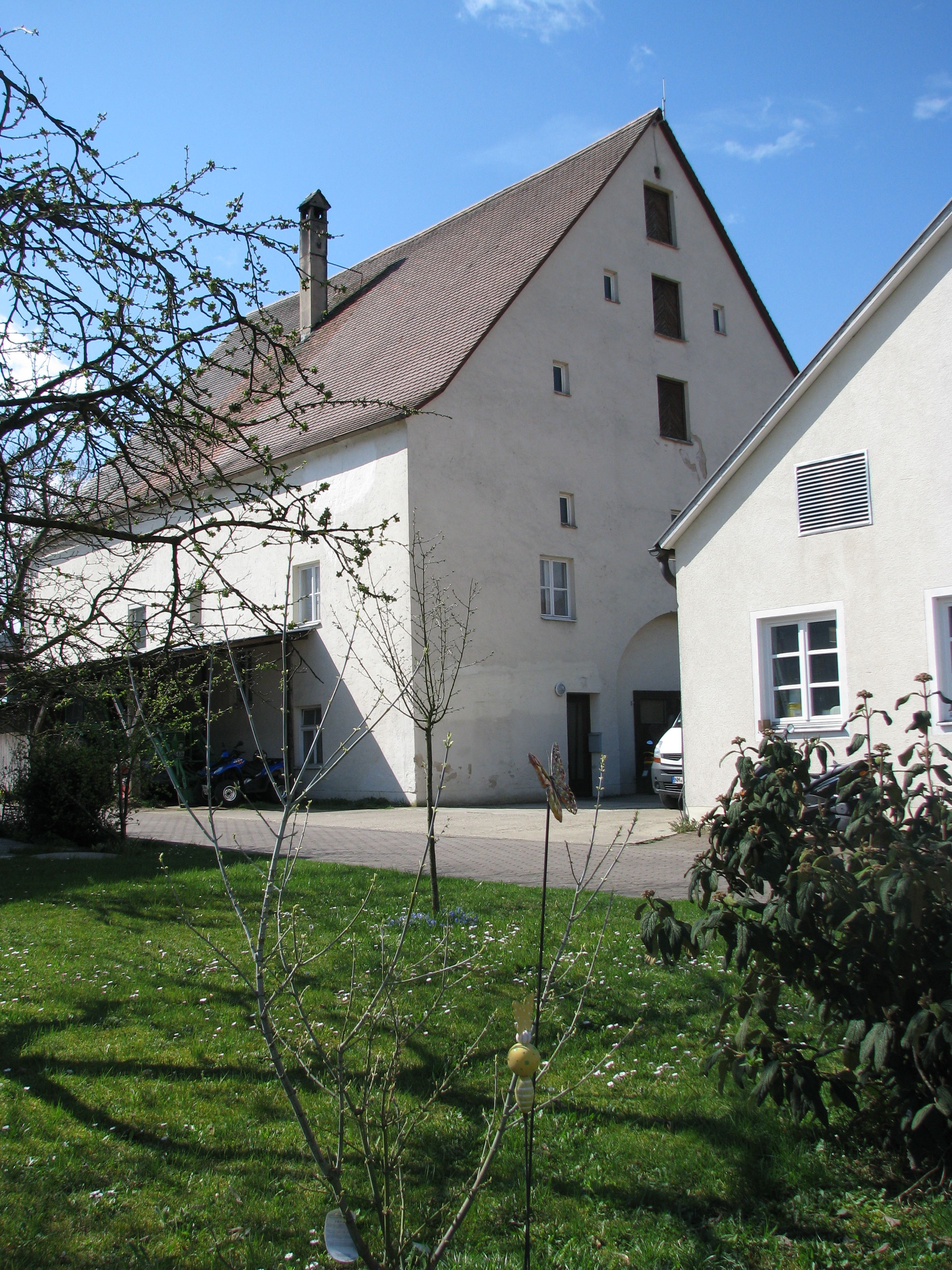
Ehemaliger Zehentstadel

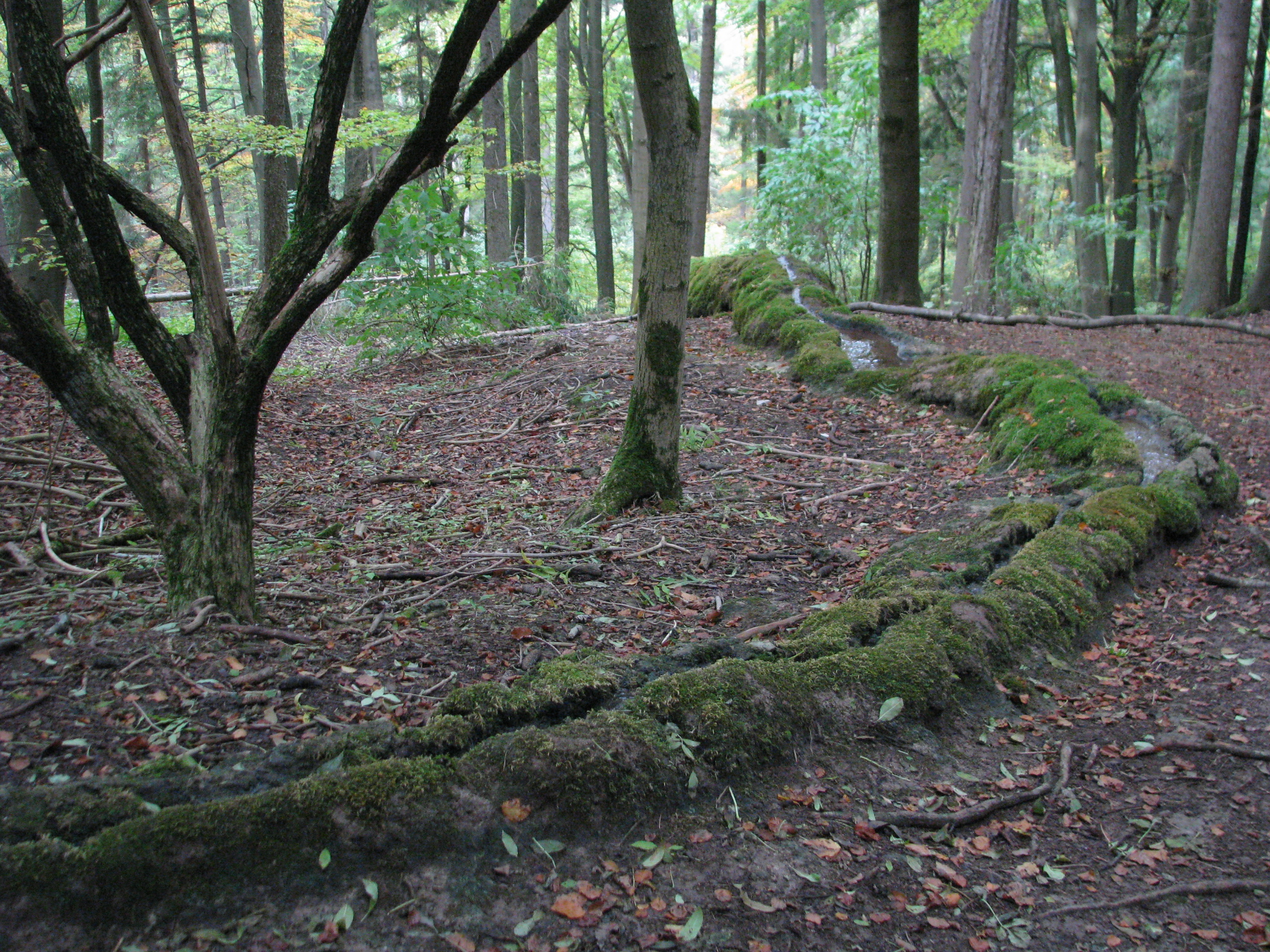
Steinerne Rinne bei Erasbach

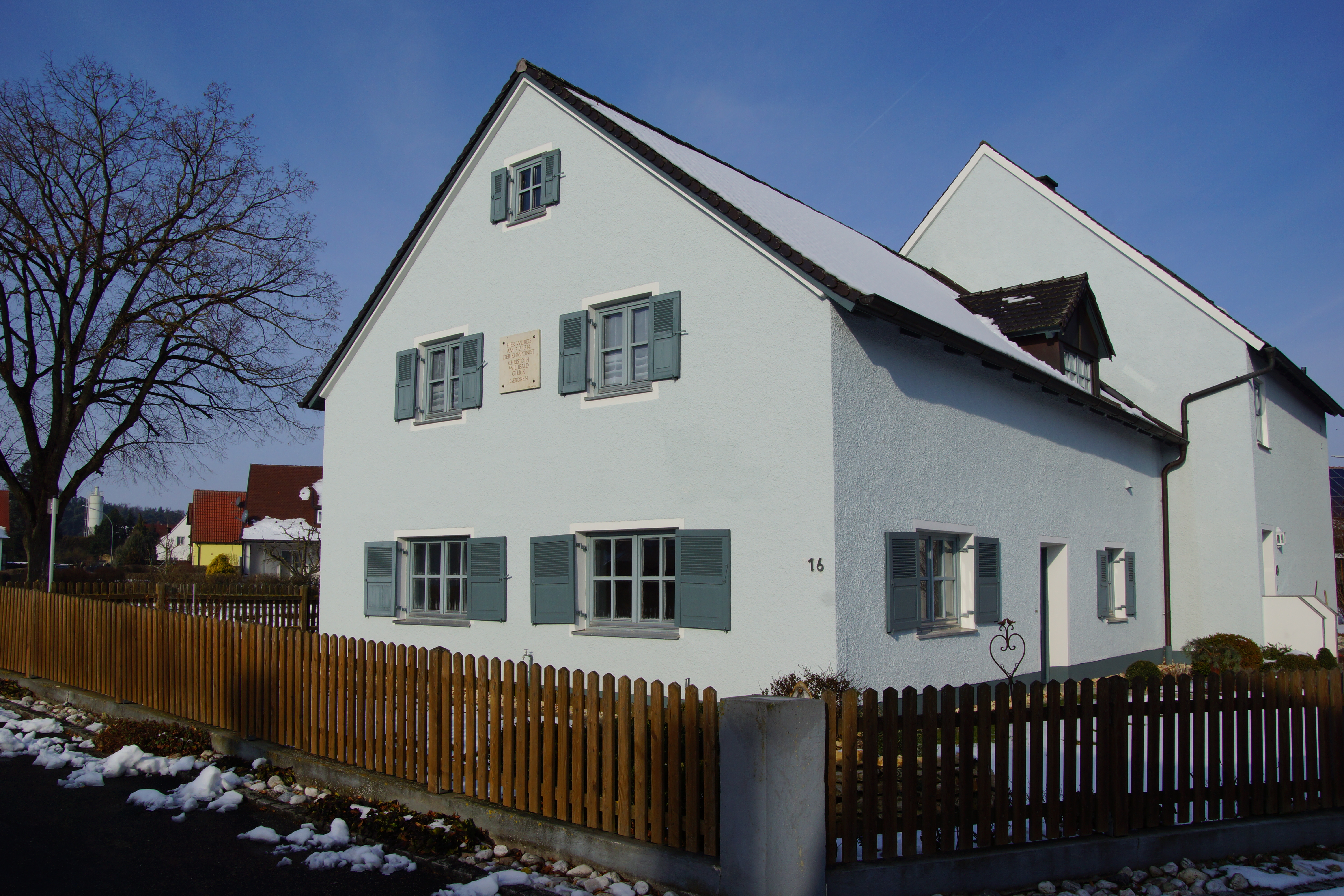
Geburtshaus von Christoph Willibald Gluck

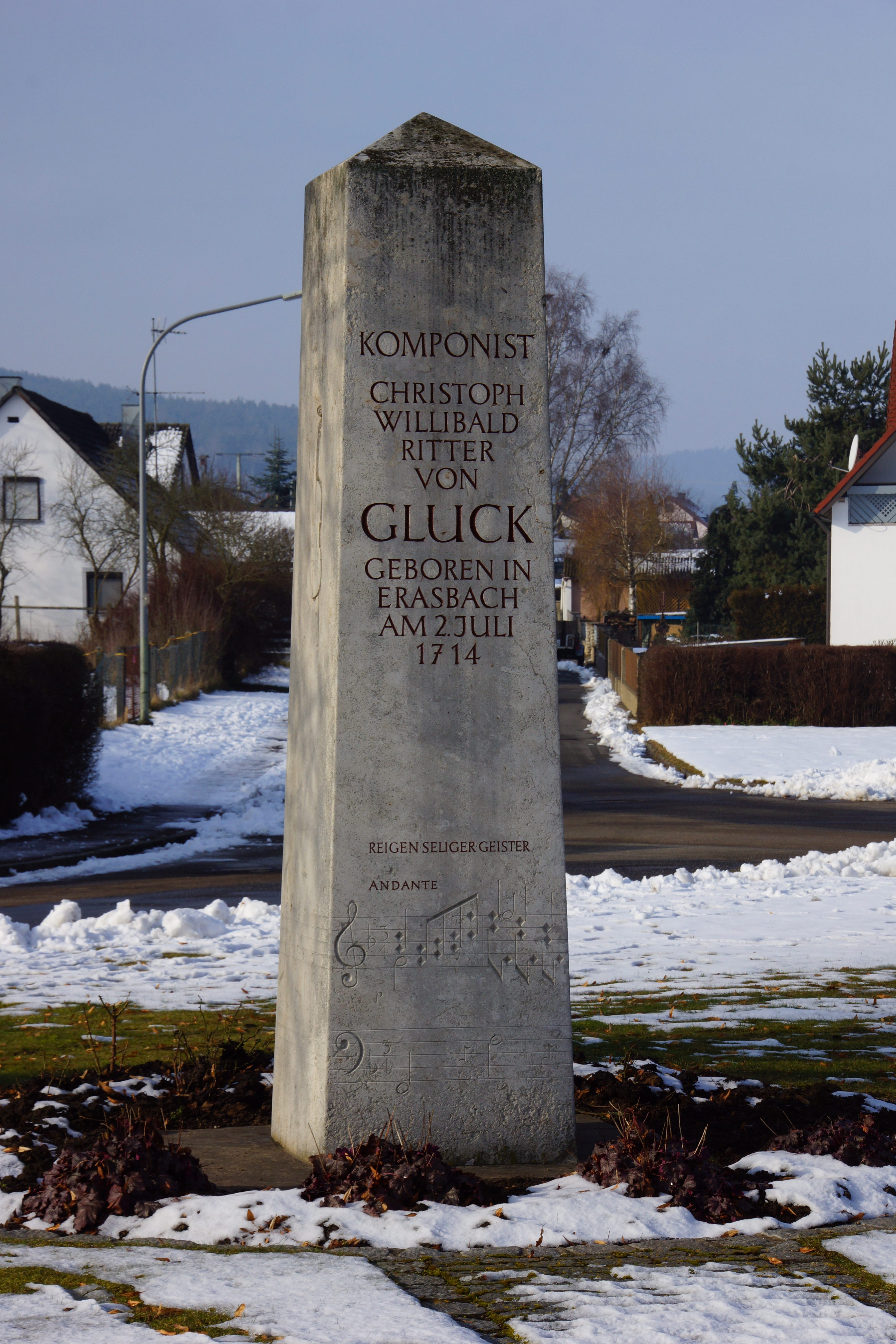
Gluck-Denkmal in Erasbach

## Geschichte
Erasbach ist als „Erichesbach“ am 22. Juli 1080 erstmals urkundlich genannt, als zu Nürnberg König Heinrich IV. dem Bischof Odalrich von Eichstätt das Privileg der Ausübung des Wildbanns in einem fest umrissenen Gebiet nördlich von Eichstätt verlieh. Erichespach war ein Grenzort dieses Wildbannbezirks. Die Ansiedelung war ursprünglich ein Reichsministerialensitz, wie eine Urkunde des 12. Jahrhunderts besagt; diese Reichsministerialen wurden auch Ministerialen der Eichstätter Kirche. So wird zwischen 1138 und 1149 ein Merbort de Erichspach als Urkundenzeuge Bischofs Gebhard II. tätig. Um 1140 tritt ein Reginger de Eringespach bzw. Erichespach als Zeuge in Urkunden des Klosters Weihenstephan auf. Wenige Jahrzehnte später, zwischen 1183 und 1195, weihte der Eichstätter Bischof Otto in „Erinsbach“ eine Kirche. 1223 erfährt man von einem „ecclesiasticus“, also Mesner, namens Volcmar von Erichesbach. Später erfolgte ein Übergang an die Grafen von Hirschberg, dann 1305, mit dem Aussterben der Grafen von Hirschberg, wurde „Erispach“ mit „Leuten, Gütern und Gericht“ im Gaimersheimer Spruch dem Bischof von Eichstätt zugesprochen. Um 1326/29 übergaben Luitpold und Albert von Wolfstein zu Niedersulzbürg auf dem Tauschweg zwei Besitzungen zu Erasbach und Pollanten, die sie wohl von der Eichstätter Kirche zu Lehen hatten, an das Kloster Plankstetten; 1329 erwarb das Kloster einen Wald bei Erasbach von Heinrich Ziegenfelder. Einen weiteren Hof zu Easbach erhielt das Kloster Plankstetten 1376 bei der Stiftung des Filialklosters „Klösterlein Grab“ am Schlüpfelberg von den Herren von (Hilpolt-)Stein aus deren Eigenbesitz. Die Wolfsteiner hatten weiteren Besitz in Erasbach, denn 1359 wurde in einem Teilungsvertrag der Wolfsteiner Erasbach Albrecht dem Älteren von Wolfstein zu Pyrbaum zugesprochen. 1436 erwarben die Wolfsteiner eine Hofstätte zu Erasbach aus dem Besitz derer zu Hofen; 1740 stammten 15 Untertanen ihrer Allodialerben aus Erasbach. Als 1769 der bayerische Kurfürst von den Allodialerben der Wolfsteiner, den Fürsten von Hohenlohe und Giech, den Wolfsteinschen Allodbesitz erwarben, war mit etwa zehn Gütern auch Besitz in Erasbach darunter. Drei Besitzungen des Eichstätter Bischofs unterstanden dem bischöflichen Kastenamt Jettenhofen des Unteren Hochstifts.
Seit 1346 saß das Adelsgeschlecht der Koppen auf der Burg von Erasbach. Von diesen kam der Besitz 1375 an Konrad Hillebrand und von ihm 1396 an Nikolaus Hillebrand. Danach besaßen das Landsassengut die Mühlbecks, deren Sandsteinwappen sich in der Kirche erhalten hat. Spätere Besitzer waren Reichhart von Bechthal (1519), der Pfleger zu Helfenberg Hans Thanhauser (ab 1522), Christoph von Eyb (1544), Friedrich von Lichtenau (1556), Ulrich Dieß (1568), Doktor der Rechte Georg Hofmann (1573), Christian Hartung (1586), wiederum Georg Hofmann (1591), Georg Deublinger/Deiblimger (1601), der Neumarkter Stadtpfarrer Mathias Faber (1630), mit dessen Eintreten in den Jesuitenorden das Jesuitenkolleg in Eichstätt (1630), der Pfleger zu Velden, der Nürnberger Christoph Ludwig Gugel (1651), der Pfleger von Pfaffenhofen-Haimburg Karl Tuntzler (1697), Karl Tunzlers Erben (1707), schließlich die von Ruprecht (1710 bis ins 19. Jahrhundert; 1829 starb Frhr. Michael Joseph von Ruprecht in Amberg). Ihr Sitz war ein Weiherhaus südlich neben der Kirche, das sich erhalten hat. Für 1644 lässt sich für die Hofmark Erasbach ein kleiner Besitz in Landerzhofen und Kevenhüll nachweisen. Ab 1732 gab es einen zweiten Landsassensitz in Erasbach, ein Hof des Egidius von Vallende mit zwei Grundholden, der im Erbgang über seine Witwe an deren zweiten Gemahl, Jakob de Lonley, überging und 1806 von Freiherrn von Ruprecht zu Erasbach wieder aufgekauft wurde. Jetzt, gegen Ende des Alten Reiches bestand Erasbach aus 55 Anwesen, die hochgerichtlich dem kurbaierischen Schultheißenamt Neumarkt unterstanden.
Im Königreich Bayern (1806) wurde der Hofmark Erasbach unter dem Freiherrn Joseph von Ruprecht die Patrimonialgerichtsbarkeit II. Klasse zugestanden. Hierzu gehörten 22 Gerichtssassen in Erasbach, vier in Weihersdorf und je einer in Bachhausen, Großberghausen und Kevenhüll; es wurde nach freiwilligem Verzicht des Freiherrn auf ein Ortsgericht im September 1815 aufgehoben, und die Gerichtssassen wurden dem königlichen Landgericht Neumarkt zugeteilt. 1827 wurden sie mit dem seit 1808 bestehenden Steuerdistrikt Erasbach (= Erasbach, Bachhausen und Weidenwang) bzw. mit der 1818 gebildeten Ruralgemeinde Erasbach, die von 1811 bis dahin aus Erasbach und Weidenwang bestand, dem Landgericht und Rentamt Beilngries zugeteilt. Von 1827 bis 1830 gehörte die Reismühle zur Gemeinde Erasbach.
Zum Stichtag 10. Januar 1873 gab es in Erasbach 64 „Viehhaltungen“ mit insgesamt 22 Pferden, 242 Stück Rindvieh, 232 Schafe, 76 Schweine und sechs Ziegen. 1873 wurde das Schulhaus, „200 Schritte“ von der Kirche entfernt, umgebaut; der Lehrer war zugleich Kantor, Organist und Mesner. 1900 betrug der Viehbestand 14 Pferde, 251 Stück Rindvieh, 120 Schafe, 192 Schweine und 24 Ziegen.
Im Dritten Reich gab es in Erasbach ein Wehrertüchtigungslager der Hitlerjugend, das in den ersten Nachkriegsjahren als Lager für Displaced Persons genutzt wurde.
Im Zuge der bayerischen Gebietsreform schloss sich Erasbach mit seiner circa 516 Hektar großen Ortsflur am 1. Mai 1978 der Stadt Berching im Landkreis Neumarkt i. d. Opf. an. 1979 wurde ein neuer Friedhof seiner Bestimmung übergeben.

### Einwohnerentwicklung
- 1795: 131 (3 Höfe, 27 Häuser)[18]
- 1818: 160 (27 Häuser)[19]
- 1830: 330 (63 Häuser und die Obermühle)[20]
- 1871: 346 (70 Häuser, 84 Familien)[14]
- 1900: 307 (65 Wohngebäude)[21]
- 1950: 686 (74 Anwesen)[22]
- 1961: 335 (72 Wohngebäude)[23]
- 1987: 436 (127 Wohngebäude, 150 Wohnungen)[24]
- 2021: 540[1]

## Kuratiekirche Mariä Heimsuchung
Eine erste Kirchenweihe fand durch den Eichstätter Bischof Otto zwischen 1183 und 1195 statt. Die heutige Kirche stammt aus der Gotik des 14. Jahrhunderts, wurde aber im 18. Jahrhundert verändert und 1873 restauriert. Sie ist, wie unverputzte Mauerteile zeigen, aus kleinen, ziemlich regelmäßigen Kalksteinquadern erbaut. Der zweisäulige Hochaltar gilt als „originelle Arbeit des 17. Jahrhunderts“. Die Seitenaltäre stammen von circa 1725. Im Turm hängen zwei größere Glocken aus Gussstahl aus den 1920er Jahren und eine kleinere, ältere Bronzeglocke. – Die Kuratie Erasbach gehört heute zum Pfarreienverbund Berching des Bistums Eichstätt.

## Baudenkmäler
Als Baudenkmäler gelten außer der Kirche das Anwesen Am Erlenbach 10, das ehemalige Landsassengut als Weiherhaus, ein zweigeschossiger, renovierungsbedürftiger Satteldachbau aus dem 16. Jahrhundert, sowie der ehemalige Zehentstadel in der Zehentstraße 4 (im Osten des Ortes), ein zweigeschossiger Satteldachbau aus dem 17. Jahrhundert.

## Naturdenkmal Steinerne Rinne
Hierbei handelt es sich um eine Kalktuffrinne die über Jahre durch das Ausfallen von Kalk aus dem Wasser des kleinen Baches der durch die Rinne fließt entstanden ist.

## Verkehr
Der Ort liegt an der Staatsstraße 2237, von der nordwestlich von Erasbach Gemeindeverbindungsstraßen nach den Nachbarorten Weidenwang bzw. Bachhausen abzweigen.

## Vereine
- Freiwillige Feuerwehr Erasbach, 1875 gegründet
- Obst- und Gartenbauverein
- Kriegerverein (SRK), 1920 gegründet, 1954 wiedergegründet
- Ball-Spiel-Verein (BSV) Erasbach, 1930 gegründet, 1959 wiedergegründet
- Zimmerstutzen-Schützenverein, 1911 gegründet
- Katholische Arbeitnehmer-Bewegung (KAB) Erasbach, 1964 gegründet
- Frauenkreis Erasbach, 1984 gegründet

## Persönlichkeiten
- Christoph Willibald Gluck, Komponist, Opernreformator, * 2. Juli 1714 in Erasbach (mit Weidenwang umstritten), siehe[29]; † 15. November 1787 in Wien
- Johann Koller, Maler und Bildhauer, * 1838 in Erasbach; † 1920 in Neumarkt in der Oberpfalz
- Anton Kolb, Dr. rer. nat., Professor der Biologie in Bamberg, Fledermausforscher, * 5. November 1915 in Erasbach; † 20. April 1998 in Erlangen